# 気分爽快!ラジオDEゴー!
気分爽快！ラジオDEゴー！（きぶんそうかい らじおでごー）は、栃木放送の朝の情報生ワイド番組。
2001年4月から2005年9月まで月曜日 - 金曜日 6:00 - 9:00に放送していた。

## 出演者

### 番組末期の出演者
月曜 - 木曜
斉藤巌
金曜
矢野健一

### 以前の出演者
- 阿久津隆一
- 福嶋真理子
- 伊澤美里
- 石井理子
- 海老原美代子
- 鯉沼久恵

| スタブアイコン | サブスタブ | この項目は、まだ閲覧者の調べものの参照としては役立たない、ラジオ番組に関連した書きかけの項目です。この項目を加筆・訂正などしてくださる協力者を求めています（P:ラジオ/PJ:放送番組）。 |